# تحلل الميالين الجسري المركزي

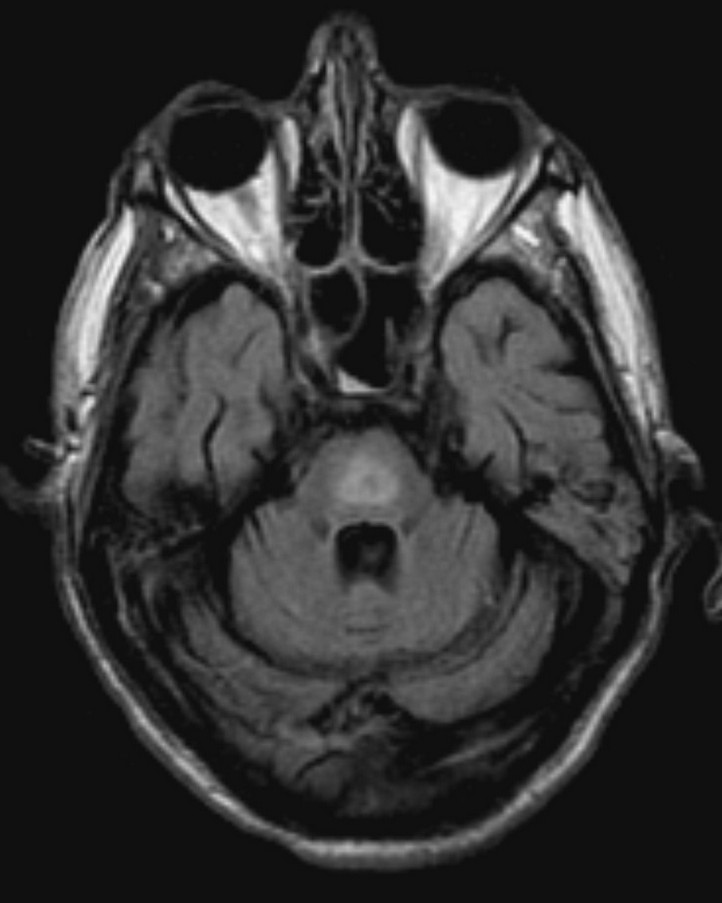
تحلل الميالين المركزي كما هو موضح بالتصويرالرنين المغناطيسي FAIR

تحلل الميالين الجسري المركزي (بالإنجليزية: central pontine myelinolysis)‏ تعرف أيضا بمتلازمة إزالة الميالين التناضحية أو زوال الميالين الجسري المركزي، مرض عصبي ناتج عن تلف حاد في الغمد المياليني للخلايا العصبية بجذع الدماغ بالتحديد في منطقة الجسر أو قنطرة فارول (pons) السبب في الغالب علاجي المنشأ . يتميز بالشلل الحاد، عسر البلع (صعوبة البلع)، والتلفظ (صعوبة في الكلام)، وأعراض عصبية أخرى.
من الممكن أن يحدث أيضا خارج الجسر، مصطلح متلازمة إزالة الميالين التناضحية مشابه ل تحلل الميالين الجسري المركزي ولكنه يشمل أيضا مناطق خارج الجسر.
يحدث كمضاعفات أثناء علاج المرضى الذين يعانون من نقص الصوديوم الحاد والمهدد للحياة.
تحدث نتيجة ارتفاع سريع في توترية مصل الدم أثناء علاج الأشخاص المصابون بنقص حاد ومزمن في صوديوم الدم حيث تأقلمت البيئة الداخلية لخلاياهم لنقص التوترية السائدة، وبالتالي يجب تصحيح نقص صوديوم الدم بمعدل لا يزيد عن 8-12 مليمول/لتر من الصوديوم يوميا لمنع تحلل الميالين الجسري المركزي.
على الرغم من عدم شيوعه ولكن من الممكن حدوثه في المرضى الذين لديهم تاريخ مع إدمان الكحول المزمن أو في حالات أخرى مرتبطة بنقص في وظائف الكبد. تلك الحالات لا علاقة لها بتصحيح الصوديوم أو اختلال توازن الشوارد.

## الفيسيولوجيا المرضية
تنص النظرية المُتفق عليها حالياً أن خلايا الدماغ تحاول ضبط أُسموليتها عن طريق تغيير مستويات بعض الأُسمولات مثل: الإينوزيتول، البيتائين والجلوتامين استجابة لتغير أُسمولية مصل الدم. في حالة نقص صوديوم الدم المزمن يُحاول الدماغ التعويض عن طريق خفض مستويات هذه الأُسمولات بداخل الخلايا وبالتالي تكون الخلايا متساوية التوتر نسبياً مع محيطها ولا تمتص الكثير من السوائل. العكس صحيح في حالة فرط صوديوم الدم حيث تقوم الخلايا برفع نسبة الأسمولات بداخلها وبالتالي لا تفقد الكثير من السوائل إلى خارج الخلية.
تصحيح تقص صوديوم الدم بالسوائل الوريدية يؤدي إلى زيادة التوترية خارج الخلية، تليها زيادة في التوترية داخل الخلية. عندما يكون التصحيح سريعاً جداً، فلا يوجد الوقت الكافي الذي يسمح للخلايا بالتأقلم مع التوترية الجديدة وهي عن طريق زيادة الأُسمولات المذكورة سابقاً داخل الخلية. إذا ارتفعت مستويات الصوديوم في الدم بسرعة جدا، سوف تستمر زيادة التوترية خارج الخلية بدفع الماء خارج خلايا الدماغ. يمكن أن يؤدي هذا إلى خلل في وظائف الخلايا وحدوث تحلل الميالين الجسري المركزي، حيث يتلف غمد المايلين التي يحيط بالخلايا العصبية في جزء من الدماغ الذي يسمى الجسر.

## الأسباب

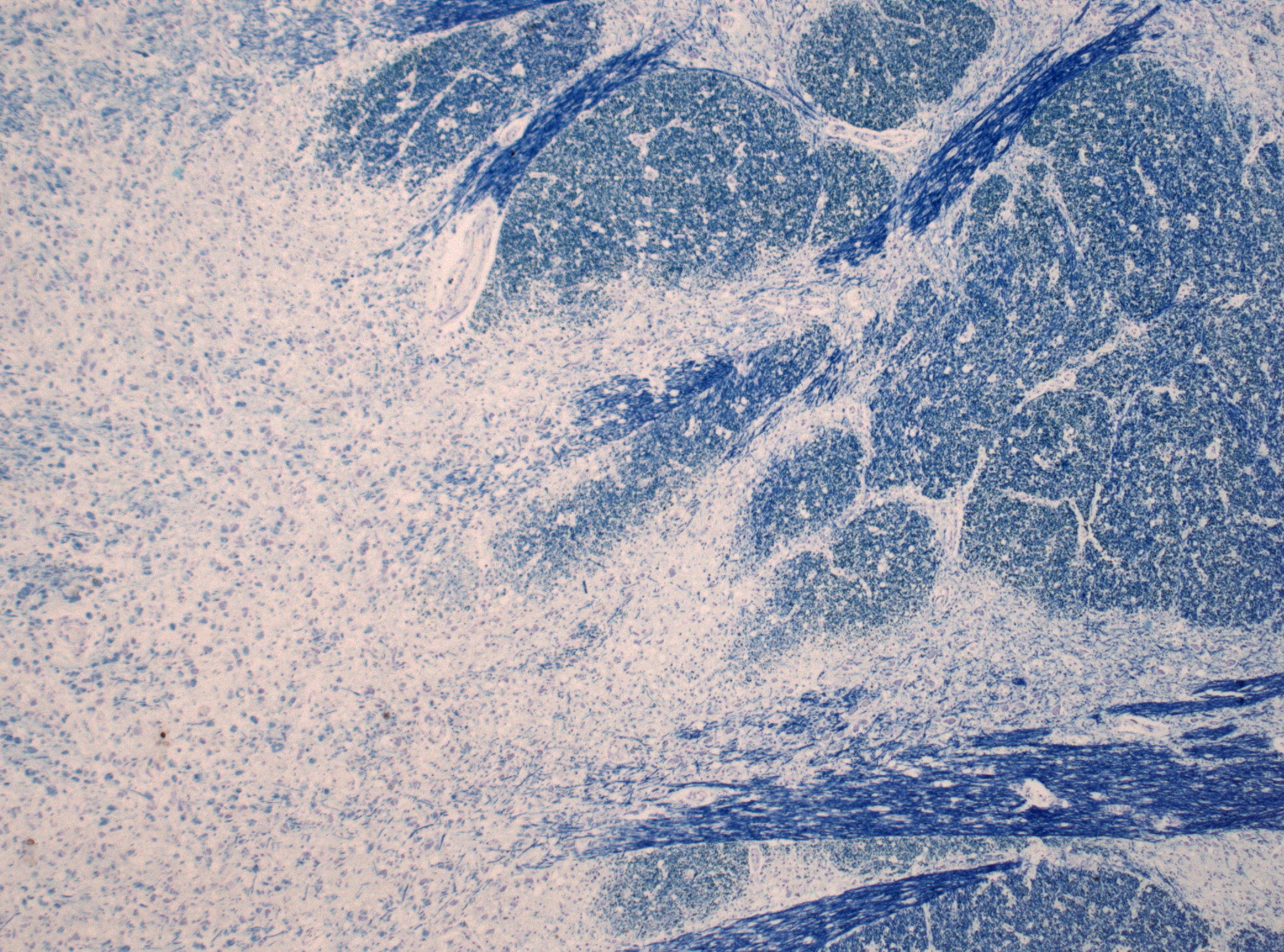
صورة مجهرية تبين فقدان الألياف الميالينية في الجسر القاعدي من جذع الدماغ (صبغة زرقاء صامدة للوكسول)

السبب الأكثر شيوعا هو التصحيح السريع جدا لنقص صوديم الدم.
من المعروف أيضا أنها تحدث في المرضى الذين يعانون من أعراض انسحاب من إدمان الكحول المزمن.
وبالتالي حدوثها في مثل هذه الحالات لا غلاقة له إطلاقا بنقص الصوديوم في الدم أو التصحيح السريع له.
وقد لوحظ أيضا حدوثها إزاء زرع الخلايا الجذعية المكونة للدم.
من الممكن حدوث تحلل الميالين الجسري المركزي في المرضى المصابين ب:
•مرض كبدي حاد.
•زراعة الكبد.
•إدمان الكحول.
•الحروق الشديدة.
•سوء التغذية.
•نقص صوديوم الدم نتيجة غسيل الكلى البريتوني.
•خلل حاد في الشوارد.
•فقدان الشهية.
•القيء المفرط الحملي.
•اعتلال دماغي فيرنيكي.
•الايدز.

## التشخيص
قد يكون من الصعب التشخيص باستخدام تقنيات التصوير التقليدية. ويكون أكثر وضوحا في صور الرنين المغناطيسي أكثر منه في الأشعة المقطعية.

## الأعراض

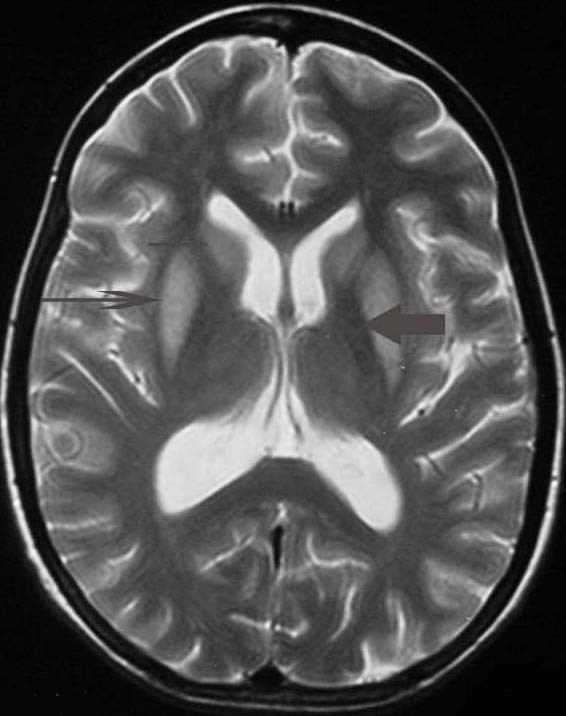
صورة بالرنين المغناطيسي توضح مناطق عالية الإشارة(أكثر بياضاً مما حولها) متناظرة على كلا الجانبين في النواة الذنَبية (السهم الصغير، الرفيع)، والبطامة (السهم الطويل)، مع الاستبقاء على الكرة الشاحبة (السهم العريض) مشيرا لوجود تحلل ميالين خارج الجسر.

الأعراض السريرية لمتلازمة إزالة الميالين التناضُحية غير متجانسة وتعتمد في الاساس على أي المناطق في المخ هي المتأثرة.
الأعراض الأكثر مُلاحظة في هذا المرض هي اضطراب الوعي، تغيرات في المِشية، وانخفاض أو توقف وظيفة الجهاز التنفسي.
من الأعراض المُلاحظة في أغلب الأحيان في مثل تلك الحالة هي ضعف حاد في الجزء السفلي من الجسم أو في الأطراف الأربعة، عسر البلع، تلفظ، شفع، فقدان الوعي، وغيرها من الأعراض العصبية المرتبطة بتلف جذع الدماغ. قد يختبر المريض مُتَلاَزِمَةُ المُنْحَبِس ( شلل رباعي مع بقاء الوظائف الإدراكية سليمة)، لكن تصاب جميع العضلات بالشلل باستثناء تلك المسئولة عن طرفُ العينِ.يحدث هذا نتيجة تحلل الميالين السريع في السبيل القِشري البصلي والسبيل القِشري النٌخاعي في جذع الدماغ.

## الوقاية والعلاج
لمنع حدوث متلازمة إزالة الميالين التناضحية يجب تصحيح نقص صوديوم الدم بمعدل لا يتجاوز 10 مليمول / لتر / 24 ساعة أو 0.5 مل مكافئ / لتر / ساعة. أو 18 م / مكافئ / L / 48 ساعة. وبالتالي تجنب حدوث فرط صوديوم الدم.
التفاصيل المتعلقة بالمسببات وتصحيح اضطرابات الشوارد مشروحة بالتفصيل في المراجع الطبية العامة.يجب أن يتناول مدمني المشروبات الكحولية فيتامينات مكمِلة وعمل تقييم رسمي مُسبَق إزاء وضعهم الغذائي.
بمجرد بدء إزالة الميالين في الجسر لايوجد علاج أو علاج محدد. الرعاية تكون داعمة وذلك بهدف منع المضاعفات مثل الالتهاب الرئوي التنفسي أو تجلط الأوردة العميقة.
عادة ما يتم إعطاء مدمني الكحوليات فيتامينات لتصحيح أوجه القصور الأخرى.
أدت الأبحاث المستمرة إالى تحسن النتائج. وتشير الدراسات على الحيوانات أن الإينوزيتول يقلل من شدة متلازمة إزالة الميالين الجسري المركزي إذا ما أُعطى قبل محاولة تصحيح نقص صوديوم الدم المزمن.
يجب عمل المزيد من الدراسات قبل استخدام الإينوزيتول على البشر لهذا الغرض.

## توقعات سير المرض
توقعات سير المرض في العموم ضعيفة. وتشير الدراسات الأخيرة أن التوقعات في المرضى ذوي الحالات الحرجة أفضل مما هو معروف عموما، على الرغم من شدة الأعراض السريرية الأولية وميل أطباء العناية المركزة إلى التقليل من أي تطور إيجابي محتمل.
في حين أن بعض المرضى يموتون معظمهم يبقى على قيد الحياة والناجين ثلثهم تقريبا يتعافي، وثلث آخر معاقون ولكنهم قادرون على العيش بصورة مستقلة، والثلث الآخير شديد الإعاقة. وتتراوح الإعاقة الدائمة بين الارتعاشات الطفيفة والترنح إلى علامات التضرر الشديد في الدماغ، مثل الخزل الرباعي التشنجي ومتلازمة المنحبس. من الممكن ملاحظة بعض التحسن في أول عدة أشهر بعد استقرار الحالة.
يعتمد مدى التعافي على عدد المحاور العصبية التالفة.